# Schistidium frahmianum
Schistidium frahmianum là một loài Rêu trong họ Grimmiaceae. Loài này được Ochyra & O.M. Afonina mô tả khoa học đầu tiên năm 2010.